# Văn Hội
Văn Hội là một xã thuộc huyện Ninh Giang, tỉnh Hải Dương, Việt Nam.

## Địa lý
Xã Văn Hội nằm ở phía tây nam huyện Ninh Giang, có vị trí địa lý:
- Phía đông giáp xã Hưng Long và tỉnh Thái Bình
- Phía tây giáp huyện Thanh Miện
- Phía nam giáp tỉnh Thái Bình
- Phía bắc giáp xã Tân Quang.

Xã Văn Hội có diện tích 8,72 km², dân số năm 2018 là 8.628 người, mật độ dân số đạt 989 người/km².

## Lịch sử
Xã Văn Hội trước đây vốn là hai xã Văn Giang và Văn Hội.
Trước khi sáp nhập, xã Văn Hội có diện tích 4,37 km², dân số là 3.638 người, mật độ dân số đạt 934 người/km². Xã Văn Giang có diện tích 4,35 km², dân số là 4.990 người, mật độ dân số đạt 1.147 người/km².
Ngày 16 tháng 10 năm 2019, Ủy ban Thường vụ Quốc hội ban hành Nghị quyết số 788/NQ-UBTVQH14 về việc sắp xếp các đơn vị hành chính cấp huyện, cấp xã thuộc tỉnh Hải Dương (nghị quyết có hiệu lực từ ngày 1 tháng 12 năm 2019). Theo đó, sáp nhập toàn bộ diện tích và dân số của xã Văn Giang vào xã Văn Hội.